# André Cerbonney
André Cerbonney (né le 10 avril 1900 à Arc-en-Barrois et mort le 4 avril 1992 à Albertville) est un athlète français, spécialiste du sprint.
Il participe aux Jeux olympiques d'été de 1928 à Amsterdam où il atteint les quarts de finale du 100 m et du 200 m. Avec l'équipe du relais 4 x 100 mètres composée également de Gilbert Auvergne, André Dufau et André Mourlon, il se classe 4e de la finale.
Il est sacré champion de France du 200 m en 1928.
En 1923,repéré par un entraîneur du C.A.S.G qui le convainc de prendre une licence, il remporte l'épreuve de sélection pour le match France-Suède.Le samedi 8 septembre 1923,au stade Pershing,il remporte le 200 m. à la surprise générale, devant le champion de Suède Engdahl en égalant le record de France en 22"2.Sa carrière d'athlète commence alors .En fin de saison il bat les records de France du 150m (16"2) et du 300m. (35"2).1924 sera, pour lui,  plutôt décevante car il rate la sélection olympique et regardera les compétitions des tribunes. Il aura cependant la chance de participer au défilé du jour d'ouverture ,le 5 juillet 1924 , comme porte drapeau de la délégation chinoise (4 athlètes... absents ce jour-là !).Il honorera 16 sélections en équipe de France sur 100m, 200m et relais 4x100m. Sa grande année sera 1928 avec la participation aux Jeux Olympiques d'Amsterdam:  1/4 de finale du 100m (éliminé sur faux départ...discuté!), 1/4 du 200m et 4ème en Finale du 4 x100 m (41"6 record de France).Avant les Jeux il devient Champion de France du 200m.Il aura aussi parcouru l'Europe durant ces années avec l'équipe de France (Angleterre, Allemagne, Italie, Finlande, Suède, Portugal...). Il se retire en Savoie, après son mariage. Il continuera alors à s'occuper de clubs sportifs locaux à côté de son activité professionnelle.